# Flugplatz Herðubreiðarlindir

i8
i11
i13
Der Flugplatz Herðubreiðarlindir (ICAO-Code: BIHE) liegt im Nordosten von Island in der Gemeinde Þingeyjarsveit.
Die Start- und Landebahn in Nord-Süd-Richtung liegt auf den Sandflächen westlich der Jökulsá á Fjöllum südlich der Mündung der Lindaá.
Westlich davon verläuft die Hochlandstraße Öskjuleið .
Die Entfernung zur Þorsteinsskáli, der Hütte der Oase im Lavafeld Ódáðahraun, beträgt etwa 800 m.
Jetzt (Stand 2017) ist der Flugplatz mit der Schotter-Landebahn 01/19 (Nord-Süd-Richtung) mit 799 × 19 m bei der isländischen Luftfahrtbehörde Isavia aufgeführt.
Es gab einen Vorgänger mit 500 × 30 m in Ost-West-Richtung, der nördlich der Hütte gelegen haben soll.